# Олимпијски комитет Русије
Олимпијски комитет Русије (рус. Олимпийский комитет России, Пун назив: Сверуски савез јавних удружења 'Олимпијски комитет Русије', Общероссийский союз общественных объединений «Олимпийский комитет России») је национални олимпијски комитет Русије. Његово седиште налази се у Москви.

## Историја
Олимпијски комитет Русије је основан 1911. године на састанку руских спортских друштава у Санкт Петербургу у просторијама Царског руског друштва за спасавање на водама (рус. Императорское Российское общество спасания на водах) у Садоваја улици 50, на коме су изабрани чланови ОКР и усвојен Статут.
Први председник Олимпијског комитета Русије је био Вјачеслав Срезневски.
Одлуком Уставотворне скупштине 1. децембра 1989. Сверуски олимпијски комитет је основана као независна јавна организација. 13. августа 1992. је преименован у Олимпијски комитет Русије (ОКР). Потпуно и коначно признање ОКР-а као правног наследника Олимпијског комитета Совјетског Савеза од стране Међународног олимпијског комитета усвојено је на 101. сесији МОК-а у септембру 1992. године. 
Међународни олимпијски комитет је 5. децембра 2017. због наводног системског допинга на Играма у Сочију 2014. суспендовао Олимпијски комитет Русије. Након завршетка контроле допинг тестова руских спортиста који су учествовали на Зимским олимпијским играма 2018, МОК је укинуо суспензију.

## Председници
| Председник           | Период      |
| -------------------- | ----------- |
| Вјачеслав Срезневски | 1911 – 1918 |
| Виталиј Смирнов      | 1992 – 2001 |
| Леонид Тјагачев      | 2001 – 2010 |
| Александар Жуков     | 2010 – 2018 |
| Станислав Поздњаков  | 2018 –      |

## Чланови МОК
| Члан              | Период      |
| ----------------- | ----------- |
| Виталиј Смирнов   | 1992 – 2015 |
| Александар Попов  | 2000 – 2016 |
| Шамиљ Тарпишев    | 1994 –      |
| Александар Жуков  | 2013 –      |
| Јелена Исинбајева | 2016 –      |